# Torres de la Alameda
Torres de la Alameda – miasto w Hiszpanii we wspólnocie autonomicznej Madryt, 41 km od Madrytu. Jedno z najbardziej uprzemysłowionych miast regionu wraz z dynamicznie rozwijającą się branżą usługowo-mieszkaniową. Komunikację z Madrytem zapewnia 5 linii autobusowych (231, 232, 261, 271A, 320). Początki Torres de la Alameda prowadzą nas do czasów rzymskich, uznając w licznych dokumentach Torres za populację latynoską. 

## Atrakcje turystyczne
- Kościół Wniebowzięcia Najświętszej Marii Panny Ermita Plateresco z Soledad
- Kopia Całunu Turyńskiego